# Нылга (Амурская область)
Нылга — упразднённое село в Свободненском районе Амурской области России. Исключено из учётных данных в 1976 году.

## География
Село располагалось на правом берегу реки Малая Пера в месте впадения в неё ручья Шимановский, на расстоянии примерно 10 километров (по прямой) к северо-западу от села Маркучи.

## История
Село возникло в 1909 году. По данным на 1916 год деревня Ново-Георгиевка состояла из 33 дворов (население составляло 152 человека) и входила в состав Серебрянской волости 3-го стана Амурского уезда Амурской области.
По данным 1926 года в Ново-Георгиевке имелось 63 хозяйства (57 крестьянского типа и 6 прочих) и проживал 331 человек (168 мужчин и 163 женщины). В национальном составе населения преобладали русские. В административном отношении входила в состав Маркучинского сельсовета Свободненского района Амурского округа Дальневосточного края.
В связи с тем, что в районе два населённых пункта с одинаковым названием, Указом Президиума Амурского Окружного Исполнительного Комитета Советов Рабочих, Крестьянских и Красноармейских Депутатов от 27 февраля 1928 г. село Ново-Георгиевка переименовано в Нылгу, по реке Нылге впадающей в Малую Перу выше села.
Решением Амурского облисполкома № 208 «Об исключении из учётных данных населённых пунктов области» от 18 мая 1976 г. село Нылга исключено из учётных данных как фактически не существующее